# Војновић Брдо
Војновић Брдо је насељено мјесто у општини Крњак, на Кордуну, Карловачка жупанија, Република Хрватска.

## Историја
Војновић Брдо се од распада Југославије до августа 1995. године налазило у Републици Српској Крајини. До територијалне реорганизације насеље се налазио у саставу бивше велике општине Карловац.

## Становништво
Војновић Брдо је према попису из 2011. године имало свега 9 становника.
| Националност       | 1991. | 1981. | 1971. | 1961. |
| Срби               | 27    | 35    | 52    | 68    |
| остали и непознато |       |       |       |       |
| Укупно             | 27    | 35    | 52    | 68    |

| Демографија | Демографија | Демографија |
| Година      | Становника  | Становника  |
| ----------- | ----------- | ----------- |
| 1961.       | 68          |             |
| 1971.       | 52          |             |
| 1981.       | 35          |             |
| 1991.       | 27          |             |
| 2001.       | 17          |             |
| 2011.       |             | 9           |